# دنیل افریه
دنیل افریه (انگلیسی: Daniel Afriyie؛ زادهٔ ۲۶ ژوئن ۲۰۰۱) بازیکن فوتبال اهل غنا است.
وی همچنین در تیم‌های ملی فوتبال زیر ۲۰ سال غنا, زیر ۲۳ سال غنا و غنا بازی کرده‌است.